# Thirteenth Step
Thirteenth Step är det andra studioalbumet av amerikanska rockbandet A Perfect Circle, släppt i CD-format den 16 september 2003. Albumet var en stor framgång låg som högst #2 på Billboard 200, under sin premiärvecka sålde den över 231 000 exemplar och låg på listorna i 78 veckor. RIAA certifierade det som guld den 4 november 2003 och platina på 24 mars 2006. Den första singeln från albumet blev "Weak and Powerless", men följdes snabbt av "The Outsider" och "Blue". Spåren har sina remixade versioner på 2004 remixalbumet aMotion.
Albumets namn Thirtheenth step, syftar på tolvstegsprogrammet och är det sista steget för många, det vill säga oundvikligt återfall.
Enligt Keenan på kommentaren för aMotion DVD:n, är albumet ett konceptalbum med alla låtar som behandlar problemet med missbruk ur ett annat perspektiv. 

## Låtlista
1. "The Package" - 7:40
2. "Weak and Powerless" - 3:15
3. "The Noose" - 4:53
4. "Blue" - 4:13
5. "Vanishing" - 4:51
6. "A Stranger" - 3:12
7. "The Outsider" - 4:06
8. "Crimes" (Howerdel/Keenan/Freese/White) - 2:34
9. "The Nurse Who Loved Me" (Edwards/Andrews) - 4:04
10. "Pet" - 4:34
11. "Lullaby" - 2:01
12. "Gravity" (Howerdel/Keenan/Freese/Van Leeuwen/Lenchantin) - 5:08

## Medverkande
- Maynard James Keenan - sång, exekutiv producent, artwork riktning
- Billy Howerdel - gitarr, sång, produktion, teknik, ytterligare fotografering
- Josh Freese - trummor, sång
- Jeordie White - bas, sång
- Troy Van Leeuwen - gitarr (på "paketet", "Vanishing" och "Gravitation")
- Paz Lenchantin - strings
- Danny Lohner - gitarr (på "The Noose"), ytterligare produktion
- The Section Quartet - strings ( "The Nurse Who Loved Me" och "A Stranger")
- Jarboe - sång ("The Noose" och "Lullaby")
- Devo H Keenan - sång (på "Pet")
- K. Patrick Warren - instrumentation "The Nurse Who Loved Me"
- Jon Brion - instrumentation "The Nurse Who Loved Me"
- Steve Duda - digital Engineering bistånd
- Andy Wallace - mixing
- Steven R. Gilmore - sleeve art direction, design och digital fotografimanipulation
- Dean Karr - omslagsdesign och fotografi

## Listplatser
Album
| År   | Lista               | Position |
| ---- | ------------------- | -------- |
| 2003 | The Billboard 200   | 2        |
| 2003 | Top Canadian Albums | 1        |
| 2003 | Top Internet Albums | 2        |

Singlar
| År   | Singel               | Lista                  | Position |
| ---- | -------------------- | ---------------------- | -------- |
| 2003 | "Weak and Powerless" | The Billboard Hot 100  | 61       |
| 2003 | "Weak and Powerless" | Mainstream Rock Tracks | 1        |
| 2003 | "Weak and Powerless" | Modern Rock Tracks     | 1        |
| 2004 | "The Outsider"       | The Billboard Hot 100  | 79       |
| 2004 | "The Outsider"       | Mainstream Rock Tracks | 3        |
| 2004 | "The Outsider"       | Modern Rock Tracks     | 5        |
| 2004 | "Blue"               | Mainstream Rock Tracks | 19       |
| 2004 | "Blue"               | Modern Rock Tracks     | 21       |